# Sea Punks
Sea Punks e. V. ist eine deutsche gemeinnützige Nichtregierungsorganisation, die sich für sichere Fluchtrouten und Seenotrettung engagiert. Der Verein mit Sitz in Bad Kreuznach betreibt das ehemalige Fischerei- und Forschungsschiff „Sea Punk I“. Der Verein ist zum Großteil spendenfinanziert.

## Organisation
Der Verein wurde im Oktober 2019 gegründet, nachdem die Brüder Benjamin, Gerson und Raphael Reschke den Entschluss fassten, mit Freundinnen und Freunden etwas gegen das Sterben von flüchtenden Menschen auf dem Mittelmeer zu tun. Der Verein organisiert Streetteams, über 200 Personen, die auf Veranstaltungen in ganz Deutschland Spenden sammeln, über Fluchtrouten und den Verein informieren und Merchandise des Vereins verkaufen.

## Geschichte

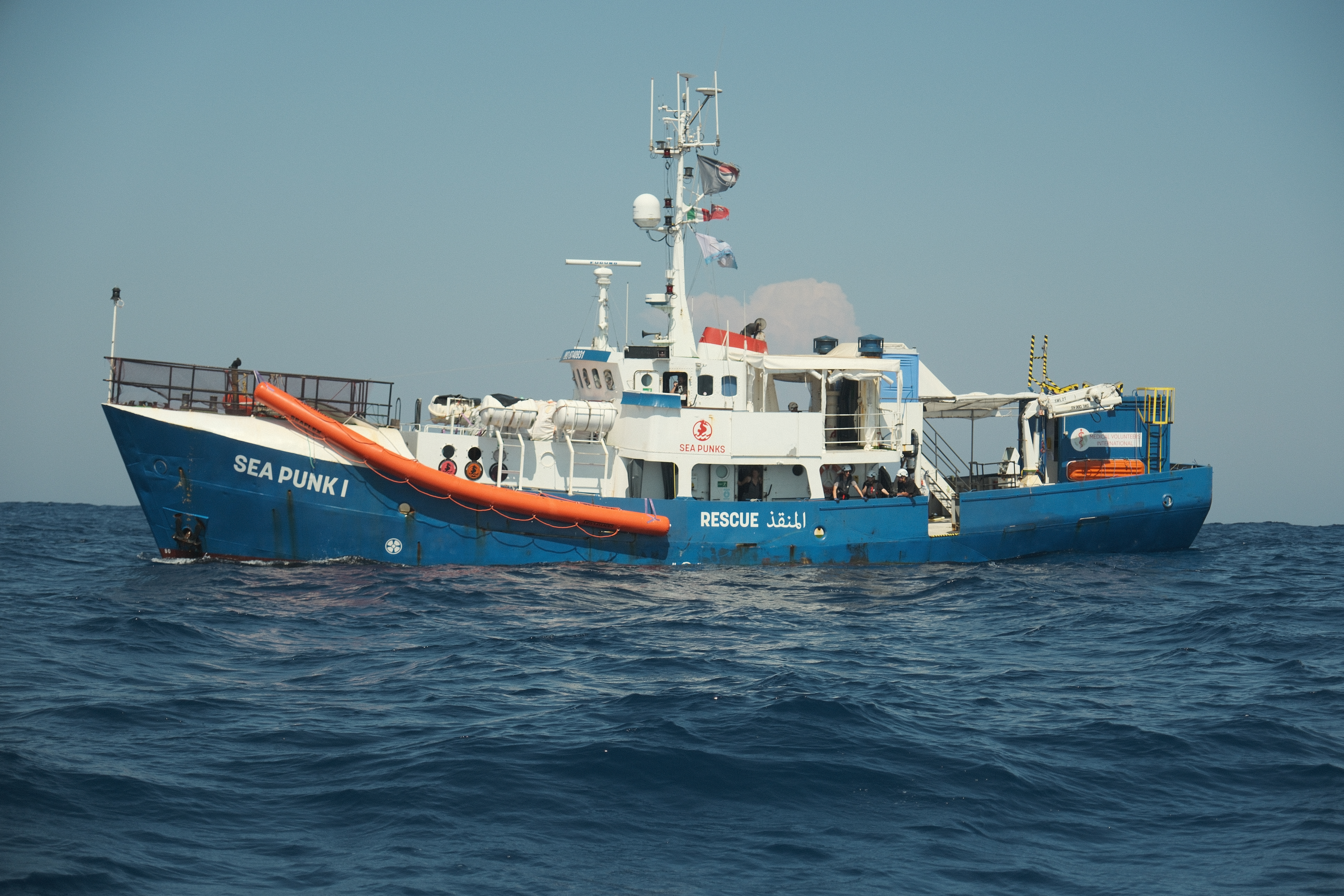
Die Sea Punk I im Einsatz

Nach der Gründung 2019 wurde Geld gesammelt, um 2021 mit der Rise Above das erste Rettungsschiff für den Einsatz im Mittelmeer umzubauen. Dieses Schiff wird seit dem Ende der Zusammenarbeit von Mission Lifeline betrieben. Nach dem Umbau des Schiffes kümmerte sich der Verein um den Umbau eines Duschcontainers, der an ein Auffanglager in Griechenland geliefert wurde.
2022 wurde dann ein neues Schiff gekauft, die Sea Punk I. In Greifswald wurde es mit Unterstützung von Medical Volunteers International e. V. zum Seenotrettungsschiff umgebaut. Nach Werftaufenthalten in Greifswald und Burriana (Spanien) fuhr das Schiff im Mai 2023 in seinen ersten Einsatz. 

## Erste Einsätze
Bei der Überfahrt in die SAR-Zone vor der nordafrikanischen Küste im Mai 2023 wurde ein Leck im Ölkühler festgestellt und der nächste Hafen in Palma (Spanien) angefahren. Der Einsatz der Sea Punk I wurde vorsorglich abgebrochen, um die Mängel zu beseitigen.
Ende August 2023 brach die Besatzung der Sea Punk I zu ihrem zweiten Einsatz auf und erreichte Anfang September 2023 das Einsatzgebiet vor Tunesien. Kurz nach der Ankunft vor Ort führte die Crew zwei Rettungen kurz hintereinander durch, bei denen mit Hilfe der italienischen Küstenwache und der Organisation RESQSHIP insgesamt 83 Menschen auf Lampedusa (Italien) in Sicherheit gebracht werden konnten.
Ende Januar 2025 erfolgte ein Einsatz, bei dem, teilweise in Zusammenarbeit mit der Organisation SOS Méditerranée, zusammen über 300 Menschen von 5 Booten in Sicherheit gebracht werden konnten. Das Retten einer Gruppe von 18 im Wasser treibenden Schiffbrüchigen sowie das Ertrinken von mehreren Personen und das Versterben eines Kleinkindes an Bord der Sea Punk 1 sorgten für internationale Berichterstattung.

## Politischer Einsatz
Die Sea Punks kritisieren in ihren Social-Media-Posts den Umgang der EU mit Migration und werfen ihr eine Abschottung vor Menschen auf der Flucht vor. Auch aktuelle politische oder gesellschaftliche Ereignisse werden kritisch kommentiert. Mit dem Einsatz der Streetteams bei kulturellen Ereignissen wird über die Situation Geflüchteter informiert und die Botschaften des Vereins verbreitet (z. B. Fight Racism, Save Lives).

## Finanzierung
Sea Punks e. V. finanziert sich ausschließlich aus Spenden und dem Verkauf von Merchandise-Artikeln. Auch eine Vielzahl an Spendenaktionen von verschiedenen unterstützenden Personen und Institutionen tragen zur Spendenfinanzierung bei.